# Johann Jakob Graf
Johann Jakob Graf (* 18. Oktober 1781 in Heiden; † 17. Juni 1847 in Trogen; heimatberechtigt in Heiden) war ein Schweizer Kaufmann und Textilunternehmer aus Appenzell Ausserrhoden.

## Leben
Johann Jakob Graf war ein Sohn des Ratsherrn Johann Konrad Graf und der Katharina Züst. Johann Jakob Graf absolvierte eine kaufmännische Ausbildung vermutlich in Lyon. Im Jahre 1791 heiratete er Susanna Zellweger, Tochter des Johann Caspar Zellweger. Er war Inhaber der Handelsfirma Johann Jakob Graf et Compagnie in Trogen. 1808 übernahm er vermutlich einen Teil der Geschäfte seines Schwiegervaters nach dessen Rückzug ins Privatleben. 1830 nahm er dessen Sohn als Geschäftspartner auf. 1833 wagte Graf als Erster in Appenzell Ausserrhoden Versuche mit den neuen mechanischen Stickmaschinen, jedoch ohne Erfolg.